# Apeadeiro de Mouquim
O Apeadeiro de Mouquim, originalmente denominado de Gavião, e posteriormente como Mouquim - Santa Filomena, é uma interface da Linha do Minho, que serve a localidade de Mouquim, no concelho de Vila Nova de Famalicão, em Portugal.

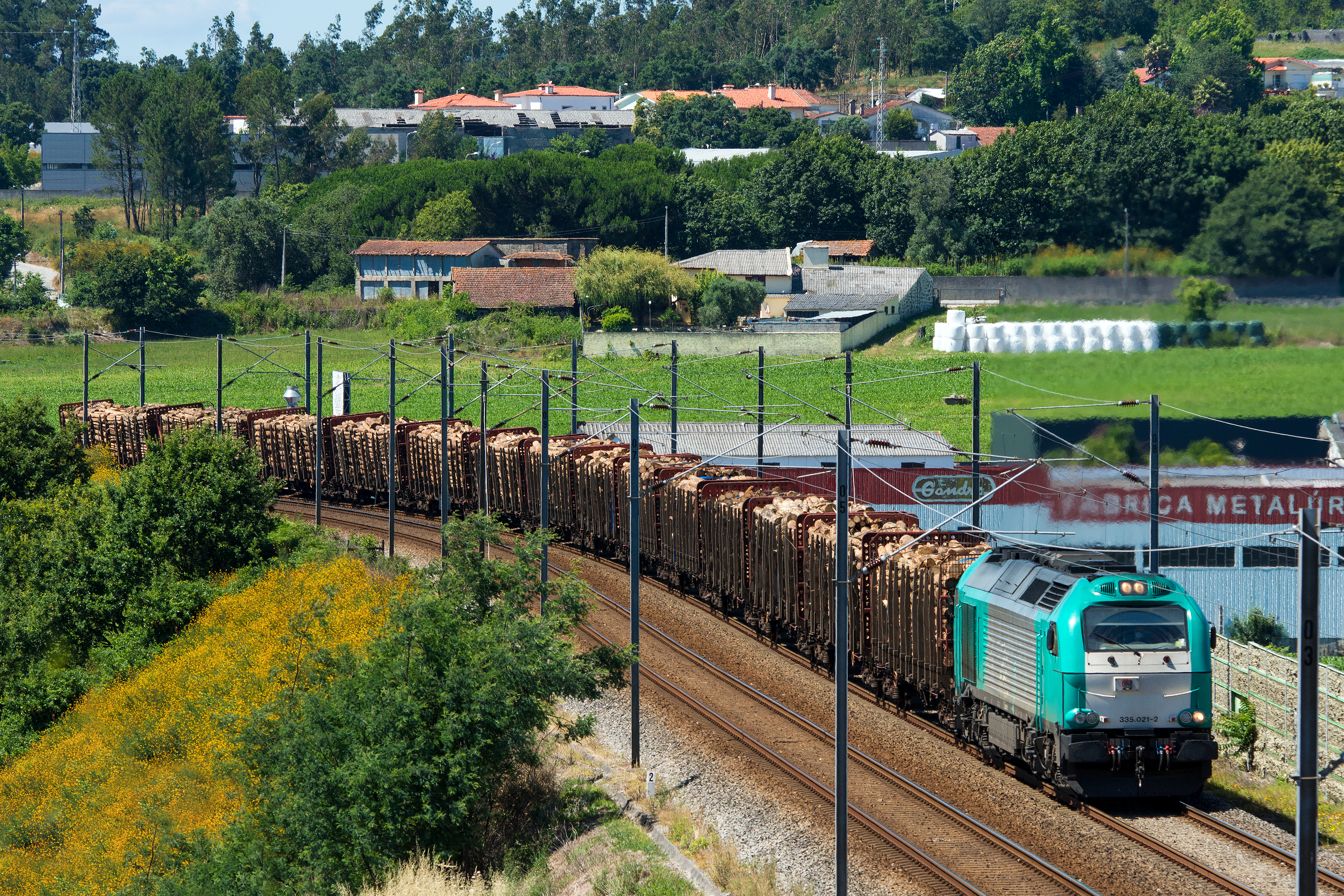
Comboio de mercadorias perto do apeadeiro de Mouquim, em 2020.

## Descrição

### Localização e acessos
O Apeadeiro de Mouquim tem acesso pela Rua de Ancariz, no concelho de Vila Nova de Famalicão.

### Serviços
Em dados de 2022, esta interface é servida por comboios de passageiros da USGP (C.P.), oriundos de Braga e com destino a Porto - São Bento (dezasseis circulações diárias em cada sentido) e a Famalicão (três circulações diárias em cada sentido).

## História
Este apeadeiro encontra-se no troço da Linha do Minho entre Porto-Campanhã e Nine, que entrou ao serviço em 21 de Maio de 1875, em conjunto com o Ramal de Braga.

Em 1960, a Companhia dos Caminhos de Ferro Portugueses alterou a designação deste apeadeiro para Mouquim - Santa Filomena, devido a uma sugestão que tinha sido feita neste sentido; o novo nome referia-se à localidade de Mouquim, e ao Santuário de Santa Filomena, que ficava nas proximidades. Mais tarde, já antes de 1980, este nome foi encurtado para Mouquim.